# فاصولادة
الفاصولادة أو مرق الفاصوليا هو طبق في المطبخ اليوناني والقبرصي عبارة عن حساء يتكون من الفصوليا الجافة وزيت الزيتون والخضراوات، أحيانا تسمى بـ«الطعام الوطني لليونان»
أصول هذا الطبق تمتد إلى اليونان القديمة، حيث كان هنالك حساء متكون من الفاصوليا والخضار والحبوب، مع عدم وجود اللحوم، وكان يستخدم كغذاء وتضحية للاله الإغريقي أبولو في مهرجان Pyanopsia.
نظير هذا الحساء في المطبخ التركي يسمى فاصوليا الكورو أو الفاصوليا الجافة. النسخة العربية تسمى الفاصوليا وتوجد في أجزاء من المملكة العربية السعودية، العراق، مصر، اليمن والشام
تحضر الفاصولادة عن طريق غلي الفاصوليا مع الطماطم وغيرها من الخضروات مثل الجزر والبصل والبقدونس والكرفس وورق الغار. تستخدم الفاصوليا الهلالية أحيانا بدلا من الفاصوليا البيضاء. الوصفات تختلف إلى حد كبير.